# Алексеевка (Ленинский район)
Алексе́евка (до 1941 года Чума́ш-Таки́л; укр. Олексіївка, крымскотат. Çumaş Taqıl, Чумаш Такъыл) — исчезнувшее село в Ленинском районе Республики Крым, располагавшееся в центре района и Керченского полуострова, примерно в 7 км к востоку от современного села Новониколаевка.

## История
Первое документальное упоминание села встречается в Камеральном Описании Крыма… 1784 года, судя по которому, в последний период Крымского ханства Джаниш Такиль входил в Дин Керченский кадылык Кефинского каймаканства. После присоединения Крыма к России (8) 19 апреля 1783 года, (8) 19 февраля 1784 года, именным указом Екатерины II сенату, на территории бывшего Крымского Ханства была образована Таврическая область и деревня была приписана к Левкопольскому, а после ликвидации в 1787 году Левкопольского — к Феодосийскому уезду Таврической области. После Павловских реформ, с 1796 по 1802 год, входила в Акмечетский уезд Новороссийской губернии. По новому административному делению, после создания 8 (20) октября 1802 года Таврической губернии, Чумаш-Такил был включён в состав Акмозской волости Феодосийского уезда.
По Ведомости о числе селений, названиях оных, в них дворов… состоящих в Феодосийском уезде от 14 октября 1805 года, в деревне Чевмаш числилось 13 дворов и 87 жителей. На военно-топографической карте генерал-майора Мухина 1817 года деревня Чомаш такил обозначена с 16 дворами. После реформы волостного деления 1829 года Чомаш Такил, согласно «Ведомости о казённых волостях Таврической губернии 1829 года», отнесли к Чурубашской волости (переименованной из Аккозской). Видимо, вследствие эмиграции крымских татар в Турцию, деревня опустела, и на карте 1836 года в деревне 3 двора, а на карте 1842 года Чумаш Такыл обозначен условным знаком «малая деревня» (это означает, что в нём насчитывалось менее 5 дворов).
В 1860-х годах, после земской реформы Александра II, деревню приписали к Сарайминской волости. По «Памятной книге Таврической губернии 1889 года», по результатам Х ревизии 1887 года, в деревнях Суйруташ и Чомши вместе числилось 56 дворов и 278 жителей, а в дальнейшем, до конца века, в доступных источниках селение не упоминается.
По «…Памятной книжке Таврической губернии на 1902 год» на хуторе Чомаш-Такил Сарайминской волости, входившем в Ново-Александровское сельское общество, числился 31 житель, домохозяйств не имеющих. По Статистическому справочнику Таврической губернии. Ч.II-я. Статистический очерк, выпуск пятый Феодосийский уезд, 1915 год, в деревне Чумаш-Такил (наследников Маркиянова) Сарайминской волости Феодосийского уезда числилось 4 двора (все дворы с землёй) с русским населением в количестве 11 человек только «посторонних» жителей, из которых 4 мужчины и 7 женщин. Жители владели 544 десятинами удобной земли. В хозяйствах имелось 37 лошадей, 42 вола и 14 коров.
После установления в Крыму Советской власти, по постановлению Крымревкома, 25 декабря 1920 года из Феодосийского уезда был выделен Керченский (степной) уезд, а, постановлением ревкома № 206 «Об изменении административных границ» от 8 января 1921 года была упразднена волостная система и в составе Керченского уезда был создан Керченский район в который вошло село (в 1922 году уезды получили название округов. 11 октября 1923 года, согласно постановлению ВЦИК, в административное деление Крымской АССР были внесены изменения, в результате которых округа были отменены и основной административной единицей стал Керченский район в который вошло село. Согласно Списку населённых пунктов Крымской АССР по Всесоюзной переписи 17 декабря 1926 года, на хуторе Чумаш-Такил, Либкнехтовского сельсовета Керченского района, числилось 11 дворов, из них 14 крестьянских, население составляло 53 человека, все украинцы. В дальнейшем в доступных источниках название Чумаш-Такил не упоминается. Постановлением ВЦИК «О реорганизации сети районов Крымской АССР» от 30 октября 1930 года (по другим сведениям 15 сентября 1931 года) Керченский район упразднили и село включили в состав Ленинского, а, с образованием в 1935 году Маяк-Салынского района (переименованного 14 декабря 1944 года в Приморский) — в состав нового района.
Основания на месте Чумаш-Такила Алексеевки пока не установлено, впервые встречается на километровой карте Генштаба Красной армии 1941 года как селение с 14 дворами.
После освобождения Крыма от фашистов, 12 августа 1944 года было принято постановление № ГОКО-6372с «О переселении колхозников в районы Крыма» и в сентябре того же года в район приехали первые новоселы 204 семьи из Тамбовской области, а в начале 1950-х годов последовала вторая волна переселенцев из различных областей Украины. С 25 июня 1946 года Алексеевка в составе Крымской области РСФСР, а 26 апреля 1954 года Крымская область была передана из состава РСФСР в состав УССР. Время включения в Чистопольский сельсовет пока не установлено: на 15 июня 1960 года село уже числилось в его составе. Алексеевка исключена из учётных данных в 1964 году (согласно справочнику «Крымская область. Административно-территориальное деление на 1 января 1968 года» — в период с 1954 по 1968 год — как село Чистопольского сельсовета).
В селе родился Герой Советского Союза Михаил Осипов.

### Динамика численности населения
| - 1805 год — 87 чел. - 1889 год — 278 чел. - 1902 год — 31 чел. | - 1915 год — 0/11 чел. - 1926 год — 53 чел. |